# Acajutla
Acajutla er en by i det vestlige El Salvador, med et indbyggertal på cirka 18.000. Byen ligger på landets Stillehavskyst.
13°35′N 89°50′V / 13.583°N 89.833°V